# Изгубени (сезон 5)
Петият сезон на телевизионния сериал „Изгубени“ започна излъчване в Съединените щати и Канада на 21 януари 2009 г. и завърши на 13 май 2009 г. с общо 14 епизода. Той продължава историята на оцелелите от катастрофата на Полет 815 на Океаник, след като някои от тях са спасени, а тези, които са останали, изчезват в неизвестно време и място заедно с острова.
Според изпълнителния продуцент и главен сценарист на сериала – Деймън Линдълоф, сезонът "е за това защо [хората, които напуснаха острова] имат нужда да се върнат". „Изгубени“ се завръща на 21 януари 2009 г. по ABC с три-часова премиера, състояща се от извадков епизод и два последователни епизода. Останалите епизоди се излъчват в сряда от 21:00 Сезонът е пуснат на DVD и Blu-ray под заглавието Lost: The Complete Fifth Season – The Journey Back, Expanded Edition на 8 декември 2009 г.